# Tirosinasa
La tirosinasa (monofenol monooxigenasa) (EC 1.14.18.1 número CAS: 9002-10-2) es una enzima que cataliza la oxidación de fenoles (como la tirosina) y está extendida en plantas y animales. La tirosinasa es una enzima cuprífera presente en tejidos de plantas y animales que cataliza la producción de melanina y otros pigmentos de la tirosina por oxidación, como el ennegrecimiento de una patata pelada o cortada expuesta al aire.

## Patología
Cuando una persona tiene un gen tirosinasa mutado, padece de albinismo, una enfermedad hereditaria que sufre una persona cada diecisiete mil en los Estados Unidos.

## Reacciones químicas
La tirosinasa lleva a cabo la oxidación de fenoles como la tirosina y el catecol usando dioxígeno (O2). En presencia de catecol, se forma benzoquinona (véase reacción abajo). Los hidrógenos extraídos del catecol se combinan con el oxígeno para formar agua.

Catecol-Quinona.

## Estructura de la tirosinasa
Las tirosinasas han sido aisladas y estudiadas en una amplia variedad de plantas, animales y especies de hongos. Las tirosinasas de diferentes especies son distintas en términos de sus propiedades estructurales, distribución de tejido y ubicación celular.
Se ha insinuado que no hay una estructura de proteínas común que ocurra a través de todas las especies. Las enzimas encontradas en plantas, animales y tejidos de hongos frecuentemente difieren respecto a su estructura primaria, tamaño, patrón de glicosilación y características de activación. Sin embargo, todas las tirosinasas tienen en común un centro de cobre binuclear tipo 3 dentro de su sitio activo. Aquí dos átomos de cobre son coordinados individualmente con tres residuos de histidina.

### Proteína transmembranal y clasificación
La tirosinasa humana es una proteína transmembranal unipaso. En humanos, la tirosinasa se clasifica en melanosomas y el dominio catalíticamente activo de la proteína reside dentro de los melanosomas. Solo una pequeña parte de la proteína no esencial enzimáticamente se prolonga en el citoplasma.

### Sitio activo
Los modelos de abajo tienen el formato del archivo 1WX3 del Protein Data Bank. Este archivo pdb contiene las coordenadas de la estructura cristalina de una tirosinasa obtenida de Streptomyces que forma un complejo con una llamada "proteína caddie". En todos los modelos solo se muestra la molécula de tirosinasa, los átomos de cobre se muestran en verde y la superficie molecular se muestra en rojo. En los modelos D y E los aminoácidos de histidina aparecen como una representación de una línea azul. Del modelo E se puede ver claramente que cada átomo de cobre dentro del sitio activo está efectivamente formando un complejo con tres residuos de histidina, con un centro de cobre tipo 3. También puede verse de los modelos C y D que el sitio activo para esta proteína se encuentra dentro de una bolsa formada en la superficie molecular.
Los dos átomos de cobre dentro del sitio activo de las enzimas de tirosinasa reaccionan con dioxígeno para formar un intermedio químico altamente reactivo que entonces oxida el sustrato. La actividad de la tirosinasa es similar a la catecol oxidasa, una clase relacionada de oxidasa de cobre. Las tirosinasa y las catecol oxidasas se llaman colectivamente polifenol oxidasas.

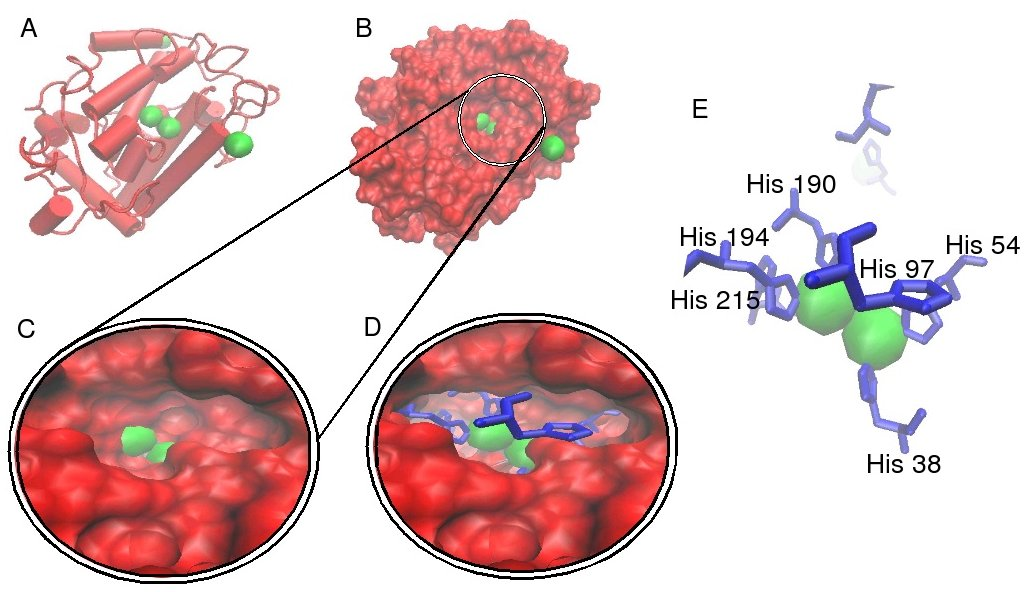
Figura de polifenol oxidasas.